# Leopold Płaziński

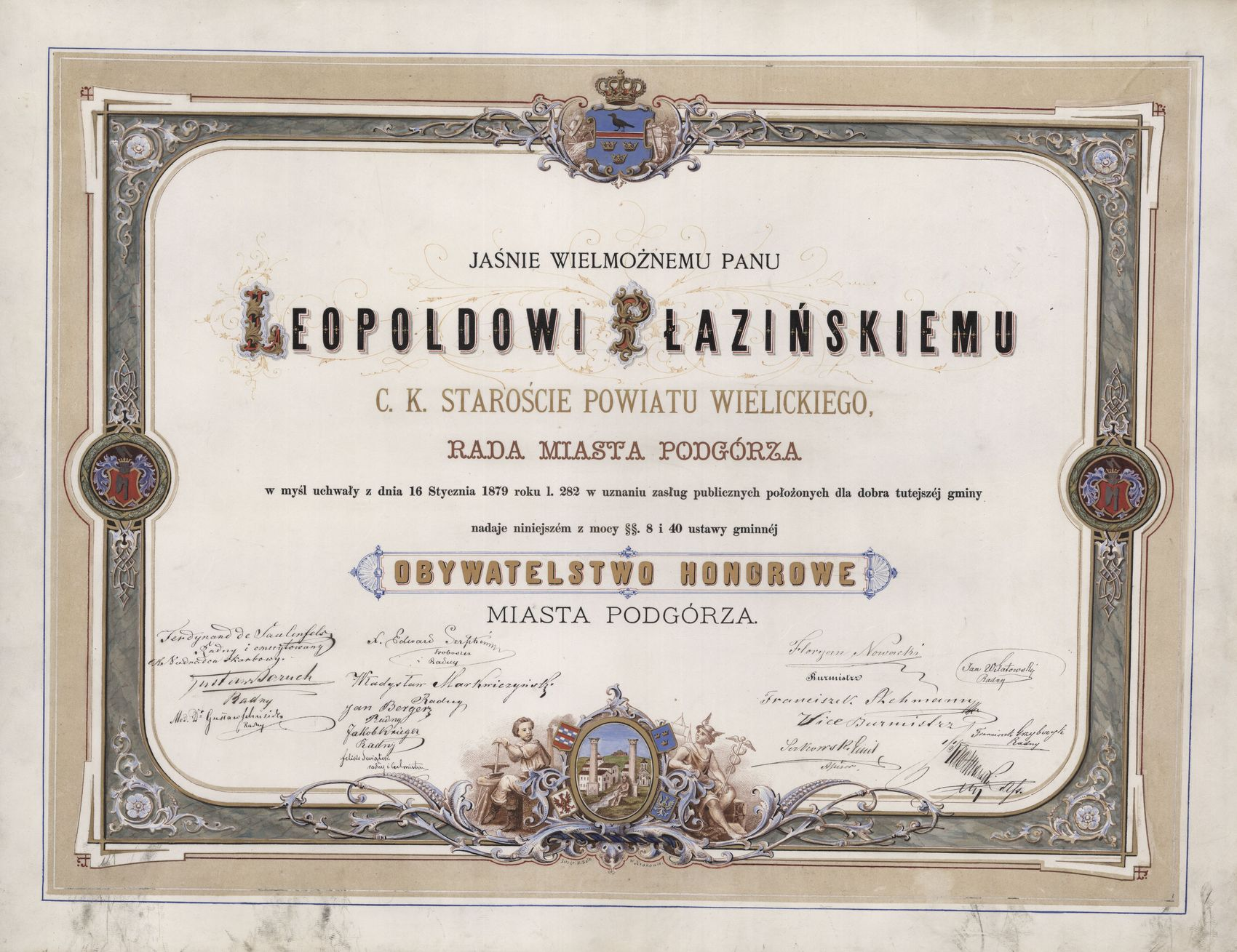
Dyplom honorowego obywatelstwa miasta Podgórza dla Leopolda Płazińskiego

Leopold Płaziński (ur. ok. 1830, zm. ?) – absolwent Uniwersytetu Jagiellońskiego, c.k. urzędnik. W listopadzie 1867 wymieniony jest w składzie komitetu kościelnego nadzorującego konserwacje Ołtarza Wita Stwosza jako c.k. komisarz powiatowy, komisarz rządowy dla powiatu chrzanowskiego w latach 1870-1872 Przeniesiony następnie na stanowisko starosty powiatu wielickiego. 16 stycznia 1879 został honorowym obywatelem Podgórza W 1882 został wybrany posłem Sejmu Krajowego Galicji V kadencji reprezentując IV kurię Okręg Wieliczka-Podgórze-Dobczyce W latach 1890 -1895 jest wymieniony jako starosta powiatu w Tarnowie, honorowy obywatel Wieliczki, Dobczyc i Pilzna oraz przewodniczący Rady Szkolnej Okręgowej w Tarnowie